# Breitenstein (Overath)
Breitenstein ist ein Ortsteil von Marialinden in der Stadt Overath im Rheinisch-Bergischen Kreis in Nordrhein-Westfalen, Deutschland.

## Lage und Beschreibung
Der vornehmlich land- und forstwirtschaftlich geprägte Ortsteil Breitenstein liegt am weitgehend naturgeschützten Naafbachtal, das hier vornehmlich die Grenze zum Rhein-Sieg-Kreis bildet. Der natürlich mäandrierende Naafbach entspringt zwei Quellbächen im Waldgebiet des Kleinen Heckbergs und wird auch von einer Reihe unterirdischer Quellen gespeist. Die nächsten Ortschaften sind Niedergrützenbach, Obergrützenbach, Grube Nikolaus, Fischermühle und Eckhausen (Rhein-Sieg-Kreis). Die ganze Gegend mit ihren Feuchtgebieten gehört naturräumlich zum Marialinder Riedelland, das wiederum zu den Agger-Sülz-Hochflächen zählt. In der abwechslungsreichen Landschaft sind seltene Tiere und Pflanzen beheimatet, etwa der Rote Milan.

## Geschichte
Die Topographia Ducatus Montani des Erich Philipp Ploennies, Blatt Amt Steinbach, belegt, dass der Wohnplatz bereits 1715 vier Hofstellen besaß, die als Breitenstein beschriftet sind. Carl Friedrich von Wiebeking benennt die Hofschaft auf seiner Charte des Herzogthums Berg 1789 ebenfalls als Breitenstein. Aus ihr geht hervor, dass der Ort zu dieser Zeit Teil der Honschaft Oderscheid im Kirchspiel Overath war.
Der Ort ist auf der Topographischen Aufnahme der Rheinlande von 1825 als Breitenstein verzeichnet. Die Preußische Uraufnahme von 1845 zeigt den Wohnplatz auch unter dem Namen Breitenstein. Ab der Preußischen Neuaufnahme von 1892 ist der Ort auf Messtischblättern regelmäßig als Breitenstein verzeichnet.
1822 lebten 33 Menschen im als Hof kategorisierten und als Breitenstein bezeichneten Ort, der nach dem Zusammenbruch der napoleonischen Administration und deren Ablösung zur Bürgermeisterei Overath im Kreis Mülheim am Rhein gehörte. Für das Jahr 1830 werden für den als Breitenstein bezeichneten Ort 39 Einwohner angegeben. Der 1845 laut der Uebersicht des Regierungs-Bezirks Cöln als Dorf kategorisierte Ort besaß zu dieser Zeit acht Wohngebäude mit 46 Einwohnern, alle katholischen Bekenntnisses. Die Gemeinde- und Gutbezirksstatistik der Rheinprovinz führt Breitenstein 1871 mit 13 Wohnhäusern und 67 Einwohnern auf. Im Gemeindelexikon für die Provinz Rheinland von 1888 werden für den Ort zwölf Wohnhäuser mit 52 Einwohnern angegeben. 1895 besitzt der Ort elf Wohnhäuser mit 57 Einwohnern und gehörte konfessionell zum katholischen Kirchspiel Marialinden, 1905 werden zehn Wohnhäuser und 35 Einwohner angegeben.

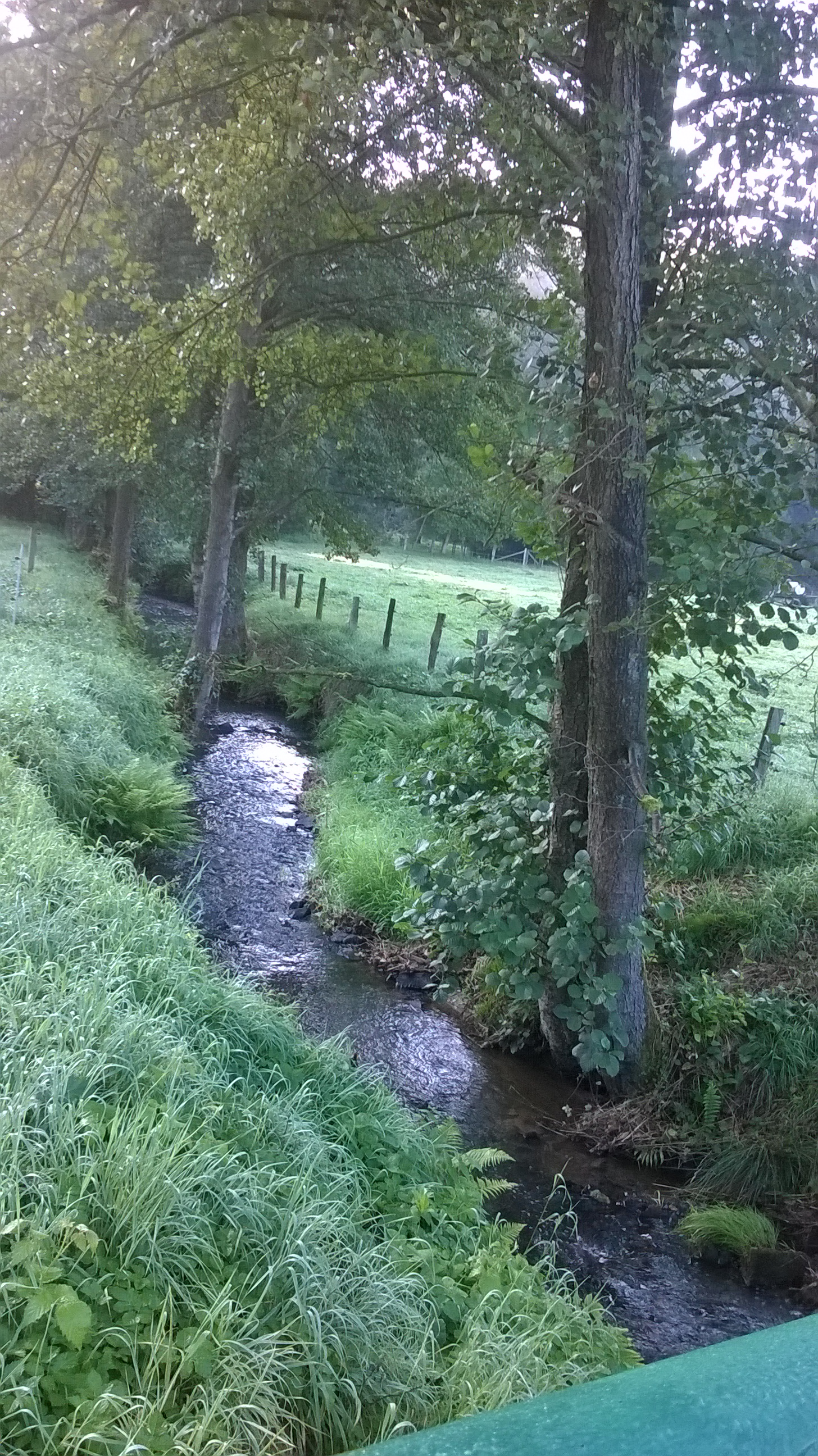
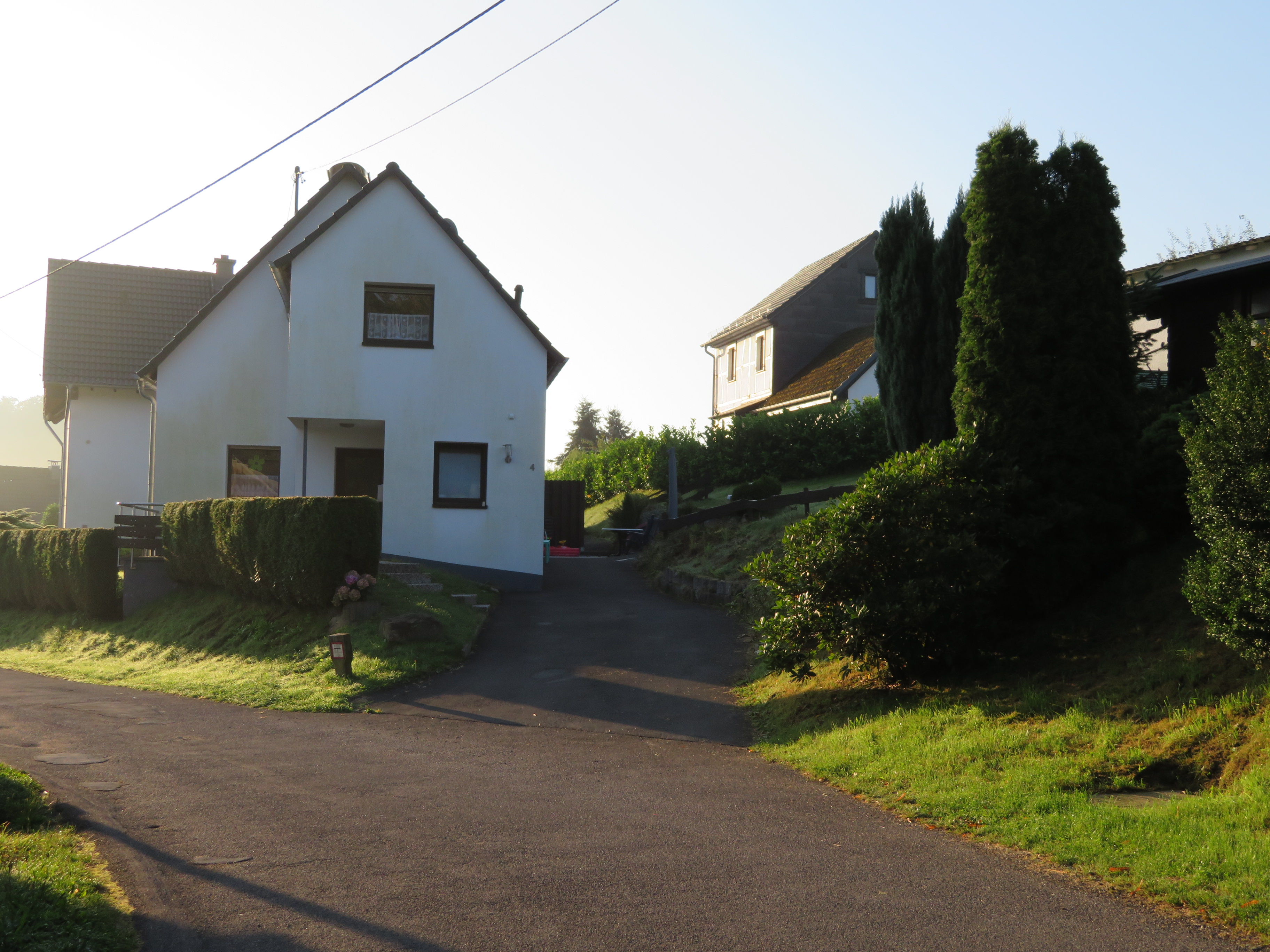
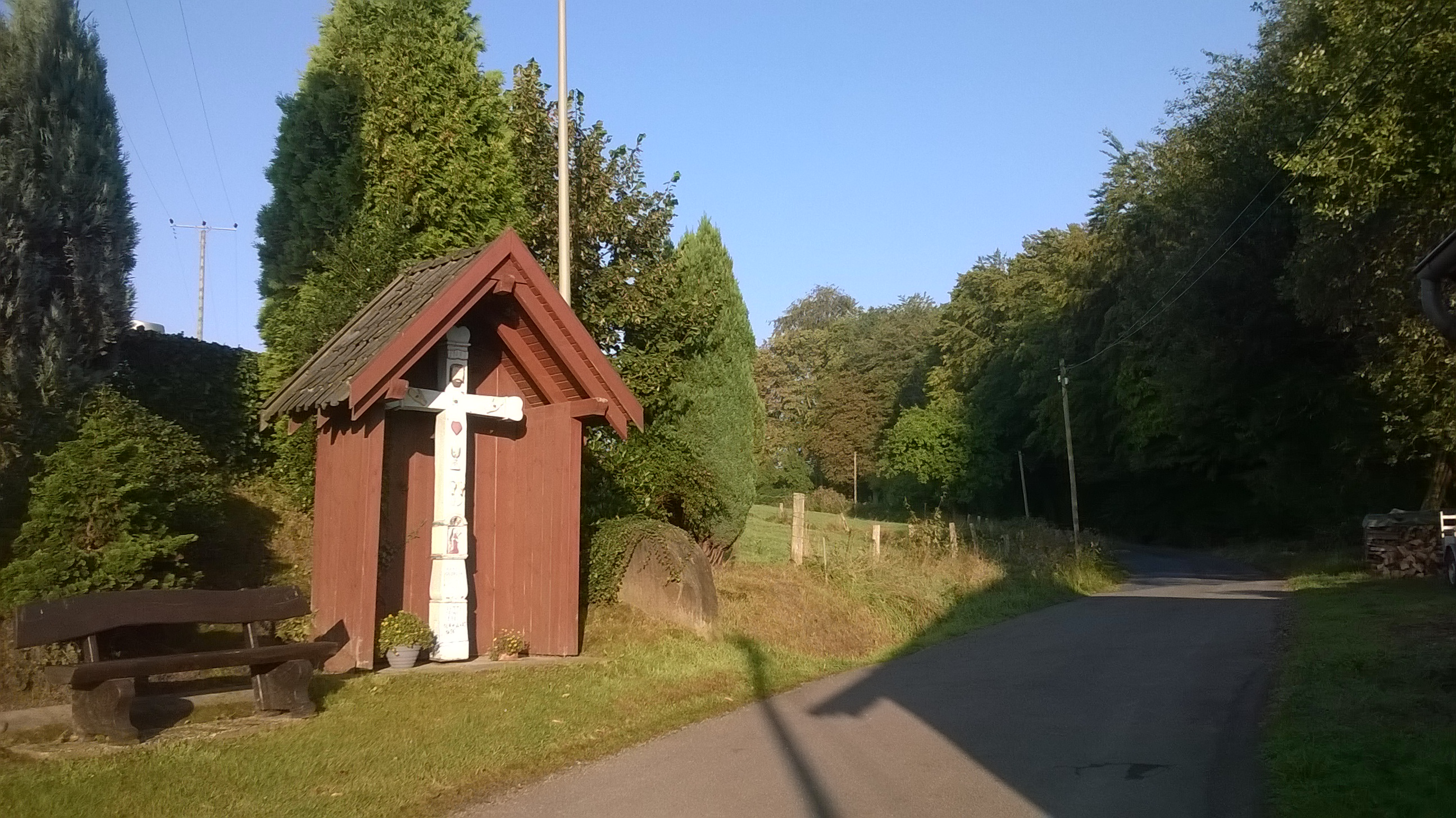
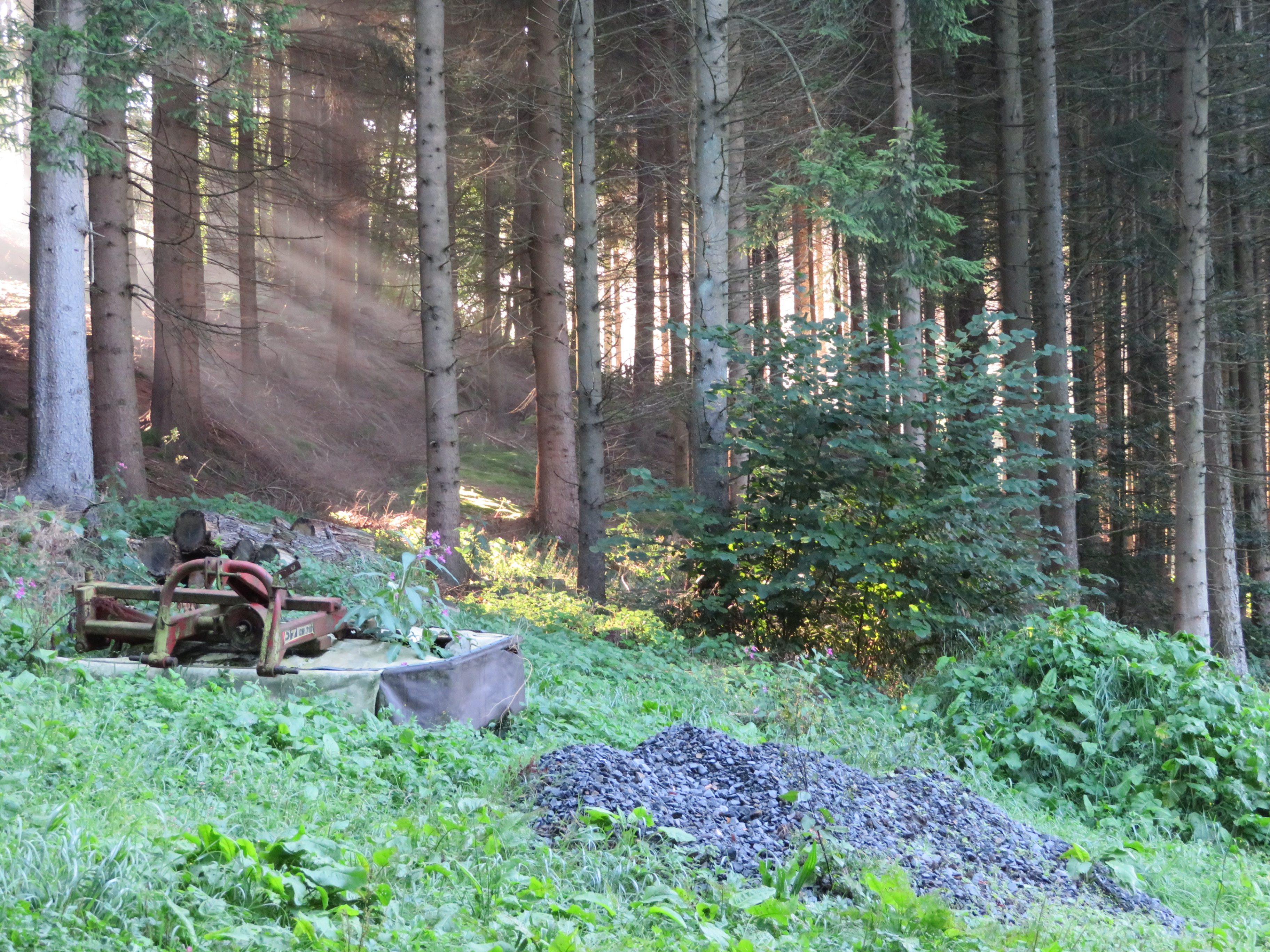